# Gerhard Thieme
Gerhard Thieme (* 15. März 1928 in Rüsdorf; † 27. Mai 2018 in Berlin) war ein deutscher Bildhauer und Medailleur.

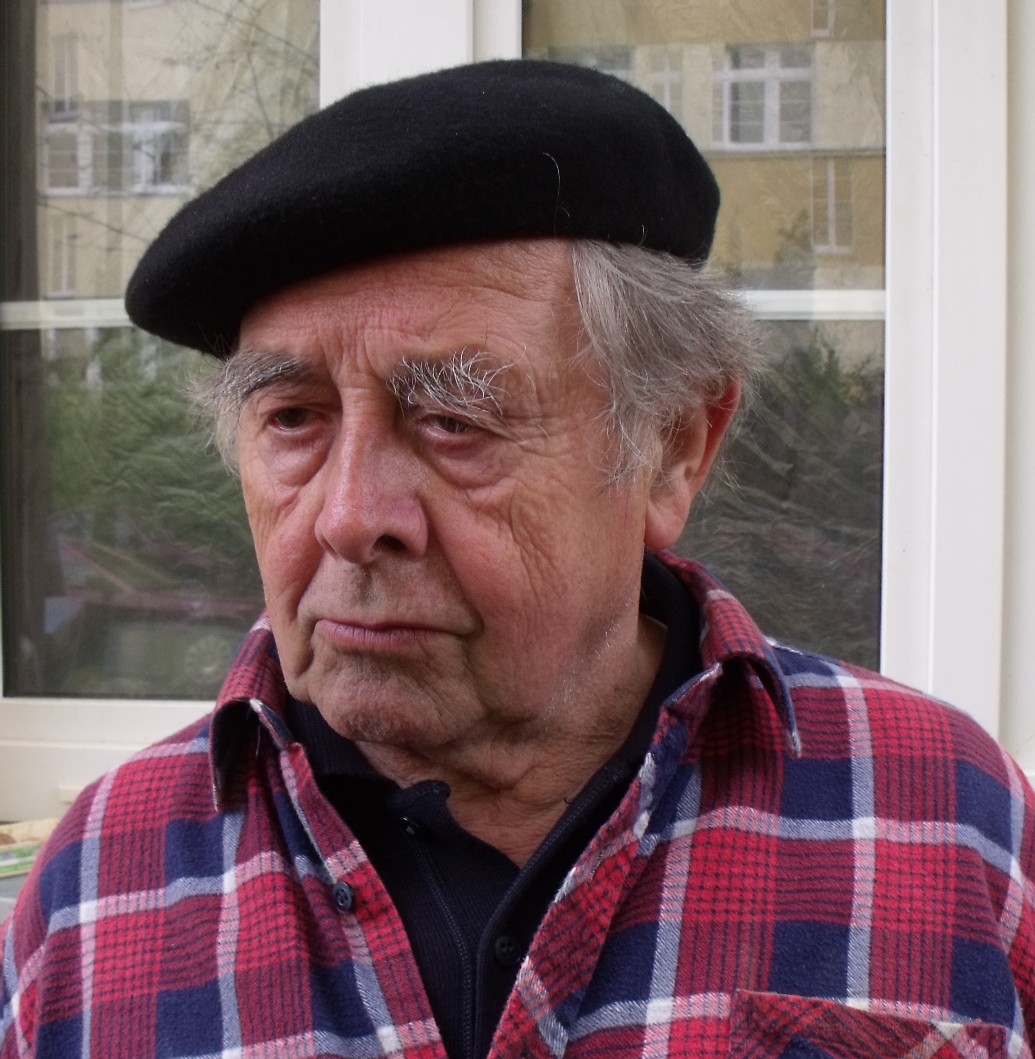
Gerhard Thieme, 2010

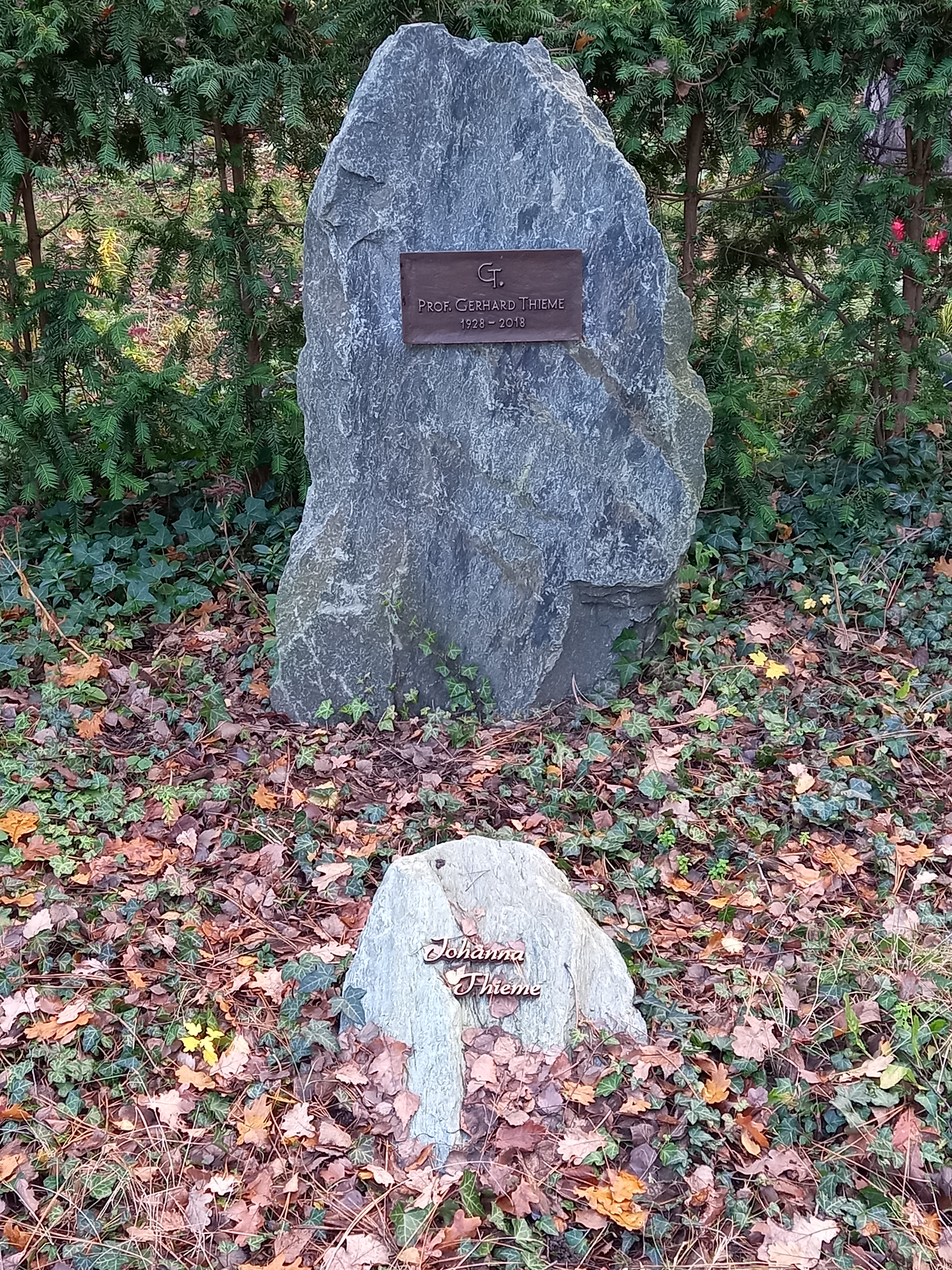
Das Grab von Gerhard Thieme auf dem Friedhof Pankow III in Berlin

## Leben
In seiner Jugend erlernte Thieme das im Erzgebirge weit verbreitete Holzschnitzen. Nach einer Lehre als Musterzeichner (Textilentwerfer) von 1942 bis 1945 war er nach dem Ende des Zweiten Weltkriegs zunächst Umschüler in der Landwirtschaft. 1948 begann Thieme ein Studium unter anderem bei Fritz Koelle an der Hochschule für Bildende Künste in Dresden, das er 1950 an der Hochschule für Bildende und Angewandte Kunst in Berlin-Weißensee bis 1952 fortsetzte. Von 1952 bis 1956 war er Meisterschüler bei Fritz Cremer an der Akademie der Künste in Berlin. Von da an arbeitete er als Mitglied des Verbands Bildender Künstler der DDRfreischaffend in Berlin. Seine bildhauerischen, stadtgeschichtlich bedeutenden Arbeiten im öffentlichen Raum sind an zahlreichen Plätzen Berlins zu finden.
Thieme hatte in der DDR eine große Zahl von Einzelausstellungen und Ausstellungsbeteiligungen, u. a. 1958, 1962/1963, 1967/1968 und 1987/1988 an der Dritten, Fünften und VI. Deutschen Kunstausstellung und der X. Kunstausstellung der DDR in Dresden. Studienreisen führten ihn in die Tschechoslowakei, nach Polen, in die Sowjetunion und nach Ungarn.

### Totenmasken
Während der Zusammenarbeit mit Fritz Cremer nahm er 1956 Bertolt Brecht die Totenmaske ab und war er maßgeblich an der Vergrößerung der Buchenwald-Gruppe Cremers beteiligt. Thieme hat dann mehr als fünfzig Totenmasken abgenommen, so unter anderem von den Politikern Otto Grotewohl, Wilhelm Pieck und Walter Ulbricht, von den Malern Max Lingner und Otto Nagel, vom Komponisten Hanns Eisler, vom Schriftsteller Ludwig Renn, von der Tänzerin Gret Palucca und 1993 von Cremer.

### Kleinplastiken
In seinem Buch Junge bildende Künstler der DDR beschrieb der Kunstwissenschaftler Wolfgang Hütt 1965 die Entstehung von Kleinplastiken bei Gerhard Thieme, die ihn an die Entstehung von Holzskulpturen erinnerte. Intensives Beobachten von Bewegungsabläufen und detaillierte Darstellungen machten die Kleinplastiken Thiemes einzigartig. Hütt wies darauf hin, dass jedoch gerade dies bei der Entstehung von monumentalen Plastiken hinderlich sein kann. 

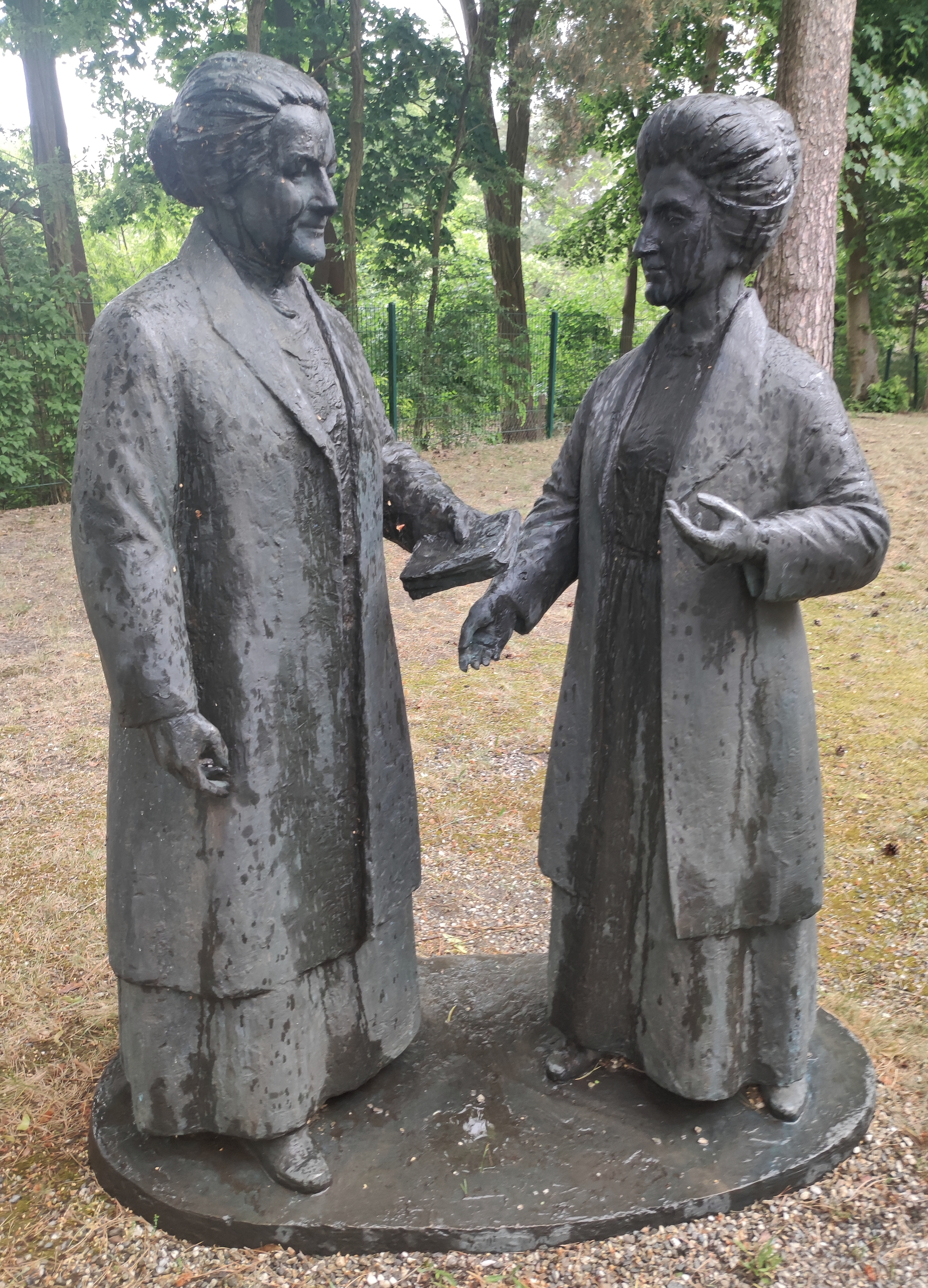
Skulptur von Gerhard Thieme im Garten der Clara-Zetkin-Gedenkstätte Birkenwerder (23.5.25)

### Großplastiken
Fast erschien dies als Aufforderung, denn drei Jahre später entstand Gerhard Thiemes 3,40 Meter hohe und 800 Kilogramm schwere Bronzeskulptur Bauarbeiter. Der monumentale Riese verleitete Besucher in der Berliner Karl-Liebknecht-Straße immer wieder, ihm die Hand zu geben. Durch so herbeigeführte Abnutzungen erhielt die Skulptur den Beinamen Goldfinger.
Der Tröpfelbrunnen Kletternde Kinder war eigentlich eine Auftragsarbeit für die Julius-Maximilians-Universität Würzburg. Für die Gestaltung besuchte Thieme eine Pankower Schulklasse beim Sportunterricht, um typische Kletter- und Turnhaltungen festzuhalten. Die Entwürfe gefielen der Stadtbezirksverwaltung jedoch so gut, dass der 3,10 Meter hohe Brunnen in Berlin-Pankow aufgestellt wurde. In den Jahren 1992 und 2004 wurde er restauriert.

### Auftragsarbeiten
Für die Partei- und Staatsführung der DDR fertigte Gerhard Thieme zahlreiche Auszeichnungen und Gastgeschenke an, so kleine Reliefs von Karl Marx, Friedrich Engels und Ernst Thälmann.

## Werke (Auswahl)
- 1956: Adam-Mickiewicz-Denkmal (Weimar), Bronze
- 1956: Mädchenakt, Berlin, Rahel-Hirsch-Weg, Bronze
- 1963: Aufbauhelferin, Berlin, Sterndamm, Bronze
- 1968: Bauarbeiter, Berlin, Karl-Liebknecht-Straße, Bronze[4]
- 1969: Karl-Marx-Denkmal, Neubrandenburg, 2001 eingelagert, 2018 an neuem Standort wieder aufgestellt
- 1970/72: Tröpfelbrunnen Kletternde Kinder, Berlin, Ecke Berliner Straße/Breite Straße, auf dem Gelände des Freibads Pankow
- 1972: Archimedes im Treptower Park bei der Archenhold-Sternwarte in Berlin, Bronze[5]
- 1972: Lesender Junge, Schwerin, Bertolt-Brecht-Straße, Bronze
- 1972: Tröpfelbrunnen Berliner Typen, Berlin, Rathausstraße in den Rathauspassagen
- 1973: Markthallenbrunnen, Berlin, Karl-Liebknecht-Straße neben der Zentralmarkthalle
- 1973/76: Die Mutter und Reliefs für die Gedenkstätte für den Todesmarsch von Sachsenhausen bis Raben Steinfeld, Raben Steinfeld bei Schwerin, Bronze
- 1976: Wilhelm-Pieck-Denkmal, Guben
- 1978: Kämpfer der Roten Armee, Schwerin, Ehrenfriedhof der Opfer des Faschismus, Bronze
- 1978: Meissener Porzellanplakette Ernst Thälmann o. J.[6]
- 1978: Archimedes (Zweitguss), Güstrow auf dem Kirchplatz
- 1980: Soldat in Felduniform, Pforzheim, DDR-Museum[7]
- 1982: Stele mit vier die Arbeiterklasse symbolisierenden Figuren, Berlin, Friedhof Adlershof, Bronze
- 1983: Clara Zetkin, zuerst aufgestellt 1986 vor dem Lehrerbildungsinstitut in Berlin-Alt-Hohenschönhausen; am 6. Oktober 1999 im Zentrum des neu geschaffenen Clara-Zetkin-Parks in Berlin-Marzahn als Dauerleihgabe des Landes Berlin neu aufgestellt[8][9]
- 1985 (um): Waffenbrüder[10]
- 1987: Stadtsiegel, Berlin, Nikolaikirche, Bronze
- 1987: Leierkastenmann, Berlin, Nikolaiviertel, Bronze
- 1987: Berliner Originale, Berlin, Nikolaiviertel, Bronze

## Ehrungen (Auswahl)
- 1957: Kunstpreis der Gesellschaft für Deutsch-Sowjetische Freundschaft für die Kleinplastik Frau am Kasaner Bahnhof
- 1968: Johannes-R.-Becher-Medaille
- 1972 und 1977: Theodor-Körner-Preis
- 1987: Nationalpreis II. Klasse

## Galerie

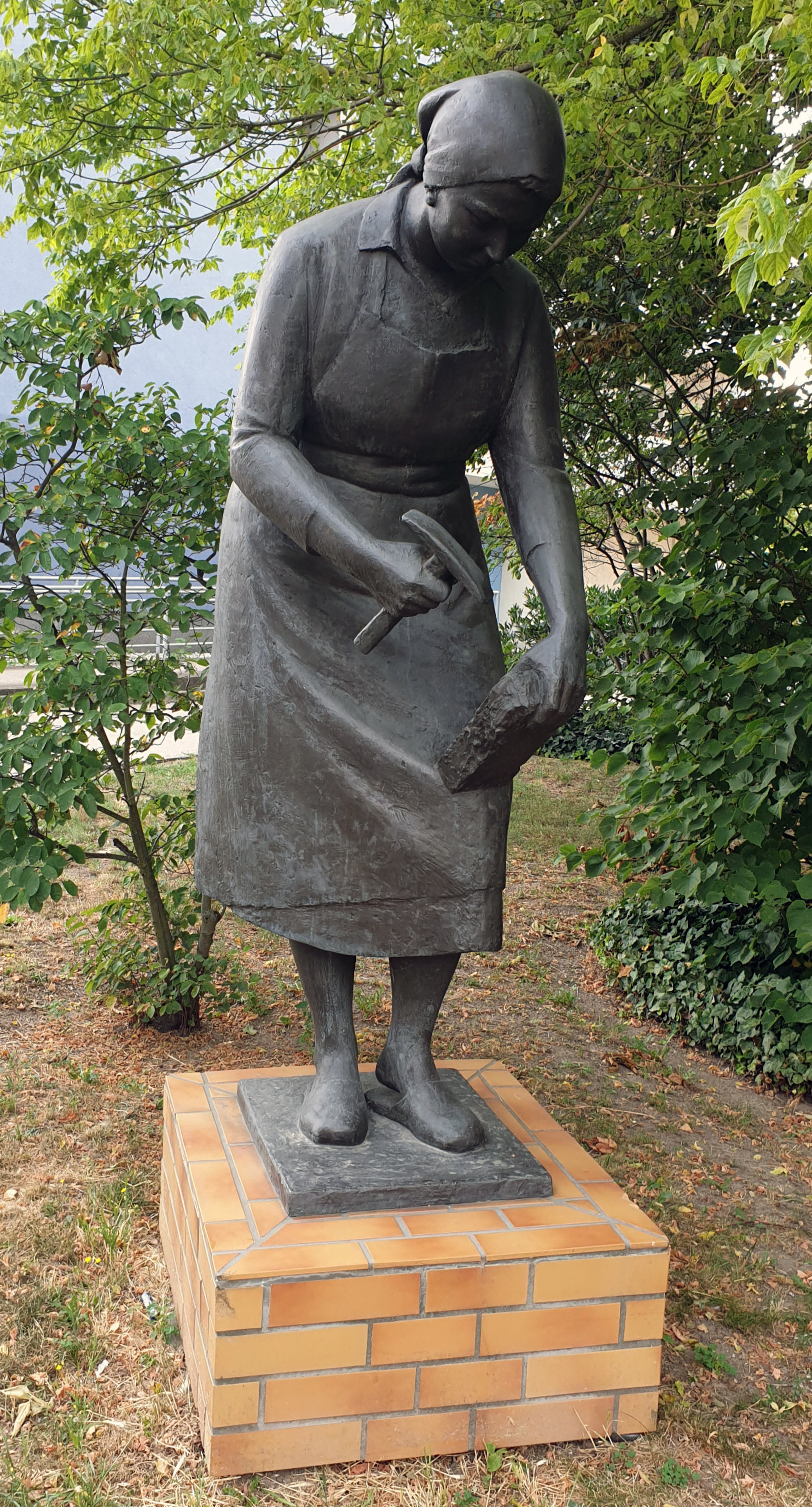
Aufbauhelferin (1963) Berlin-Johannisthal
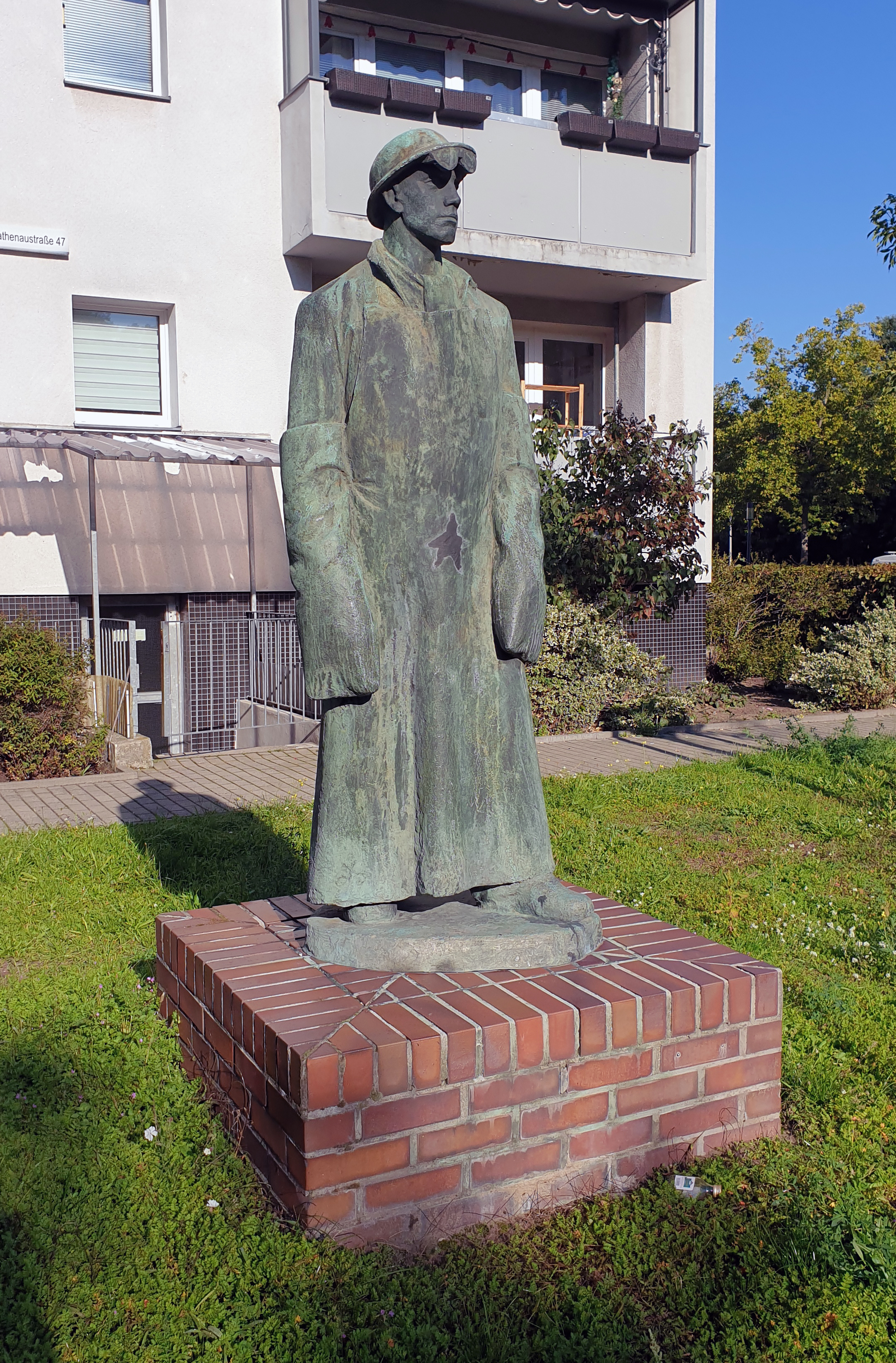
Der Stahlwerker (1970) Berlin-Oberschöneweide
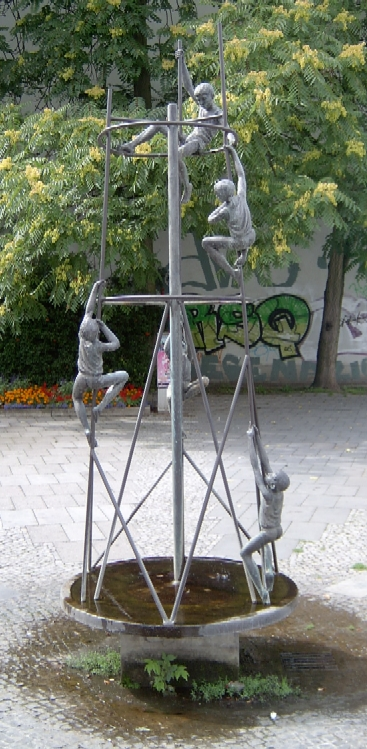
Kletternde Kinder (1970/72) Berlin-Pankow, Tröpfelbrunnen
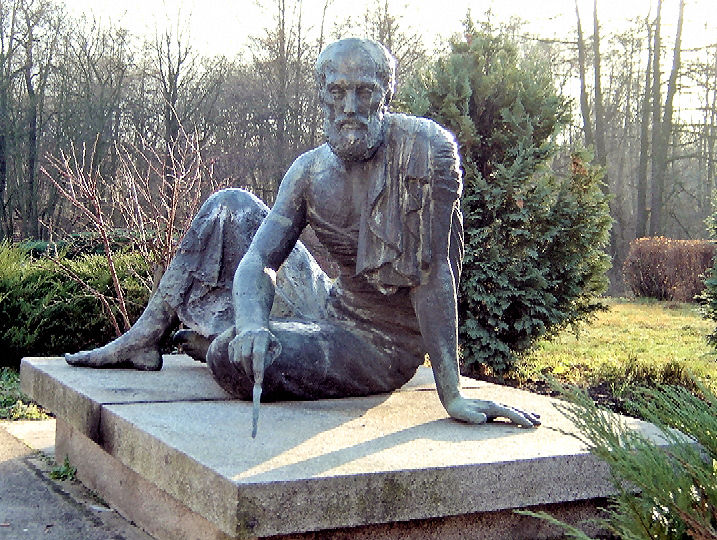
Archimedes (1972) Berlin-Alt-Treptow
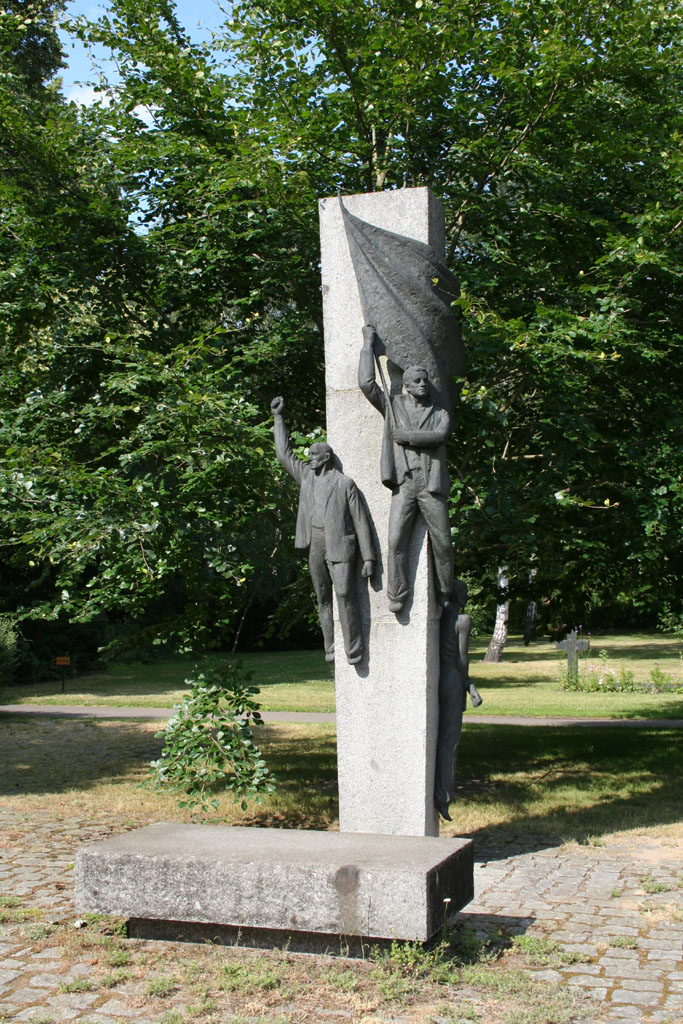
Revolutionäre Kämpfer (1981) Berlin-Baumschulenweg
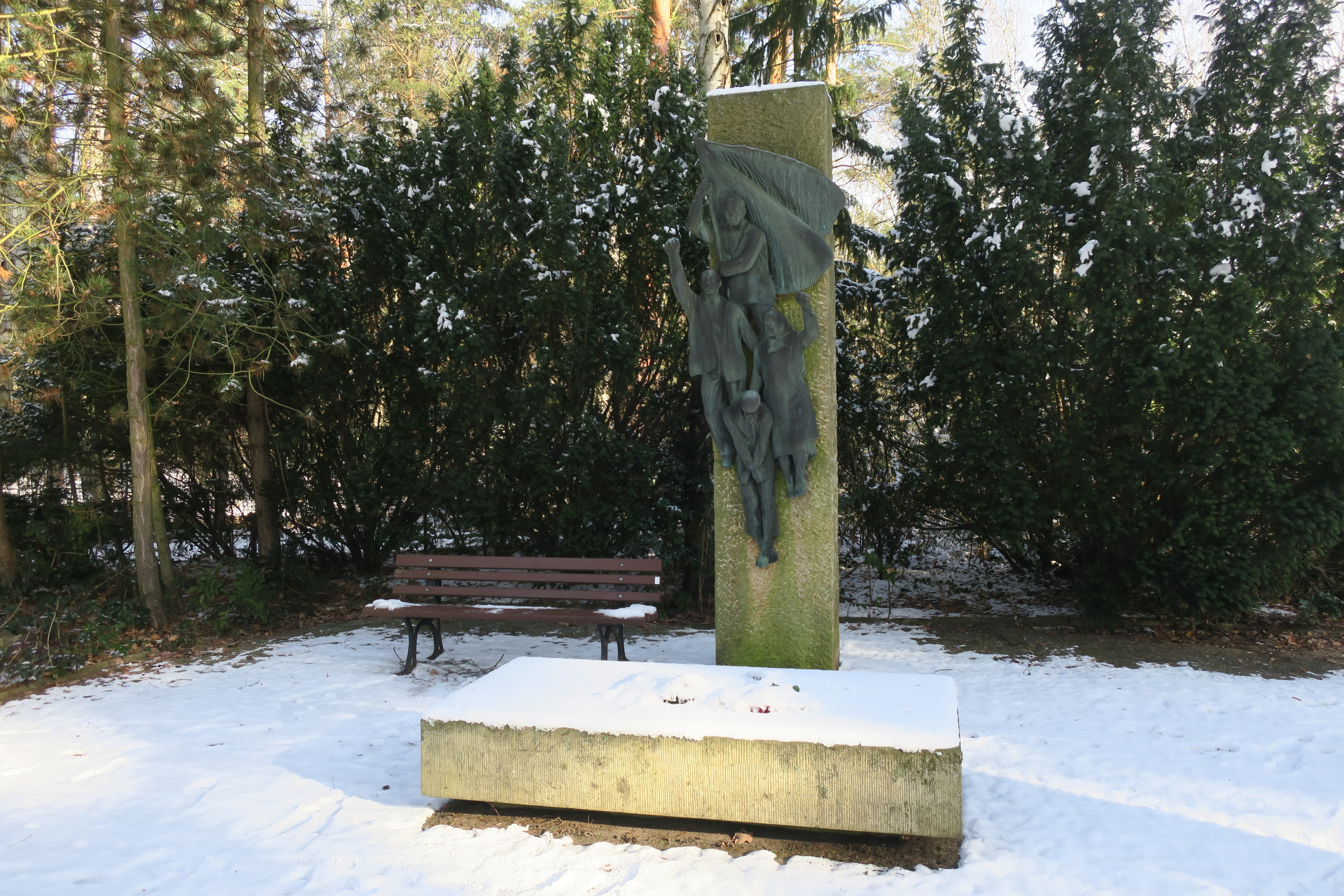
Revolutionäre Kämpfer (1982) Berlin-Adlershof
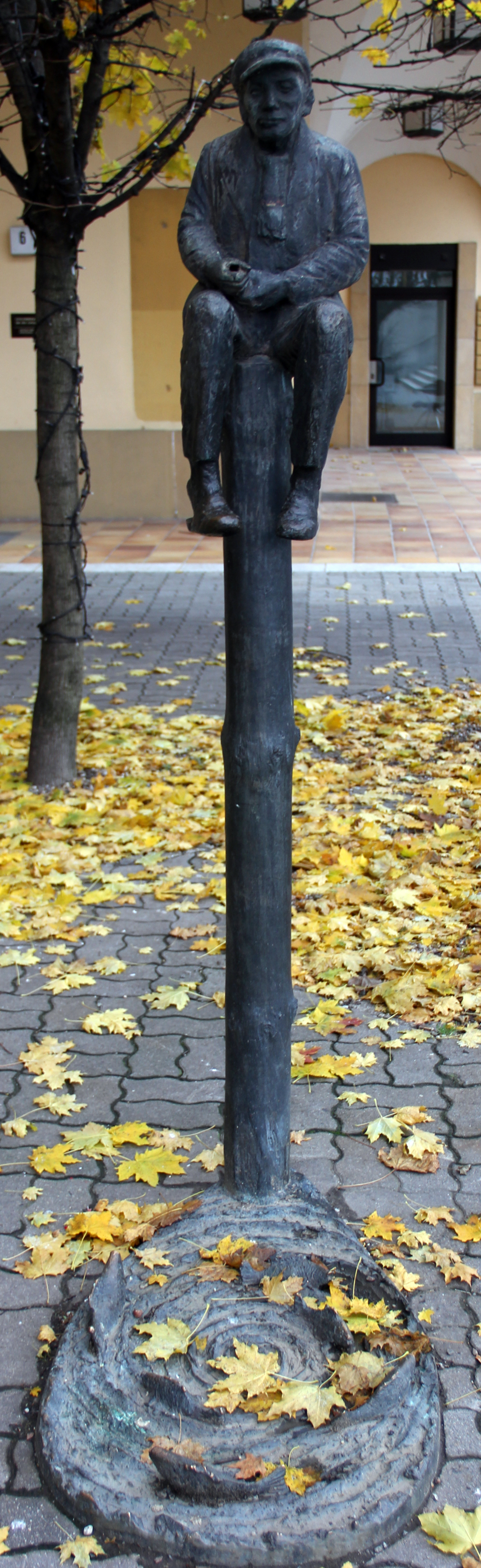
Angler (1987) Berlin-Mitte
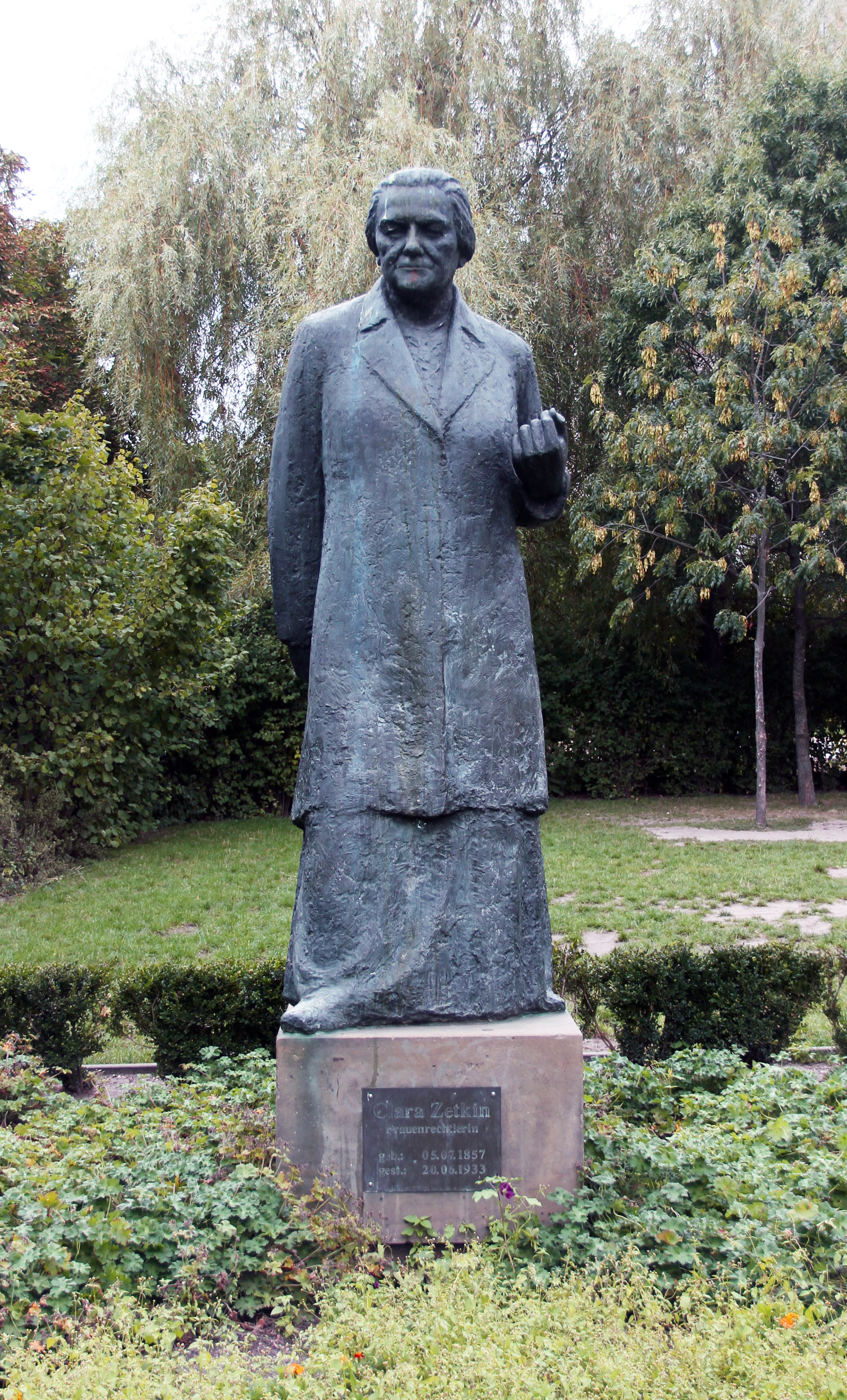
Clara Zetkin (1999) Berlin-Marzahn